# Версхюрен, Паул
Паул Михаэль Версхюрен  (нидерл. Paul Michael Verschuren; 26 марта 1925, Бреда, Нидерланды — 19 февраля 2000, Хельсинки, Финляндия) — католический епископ епархии Хельсинки (1967—1998).

## Биография

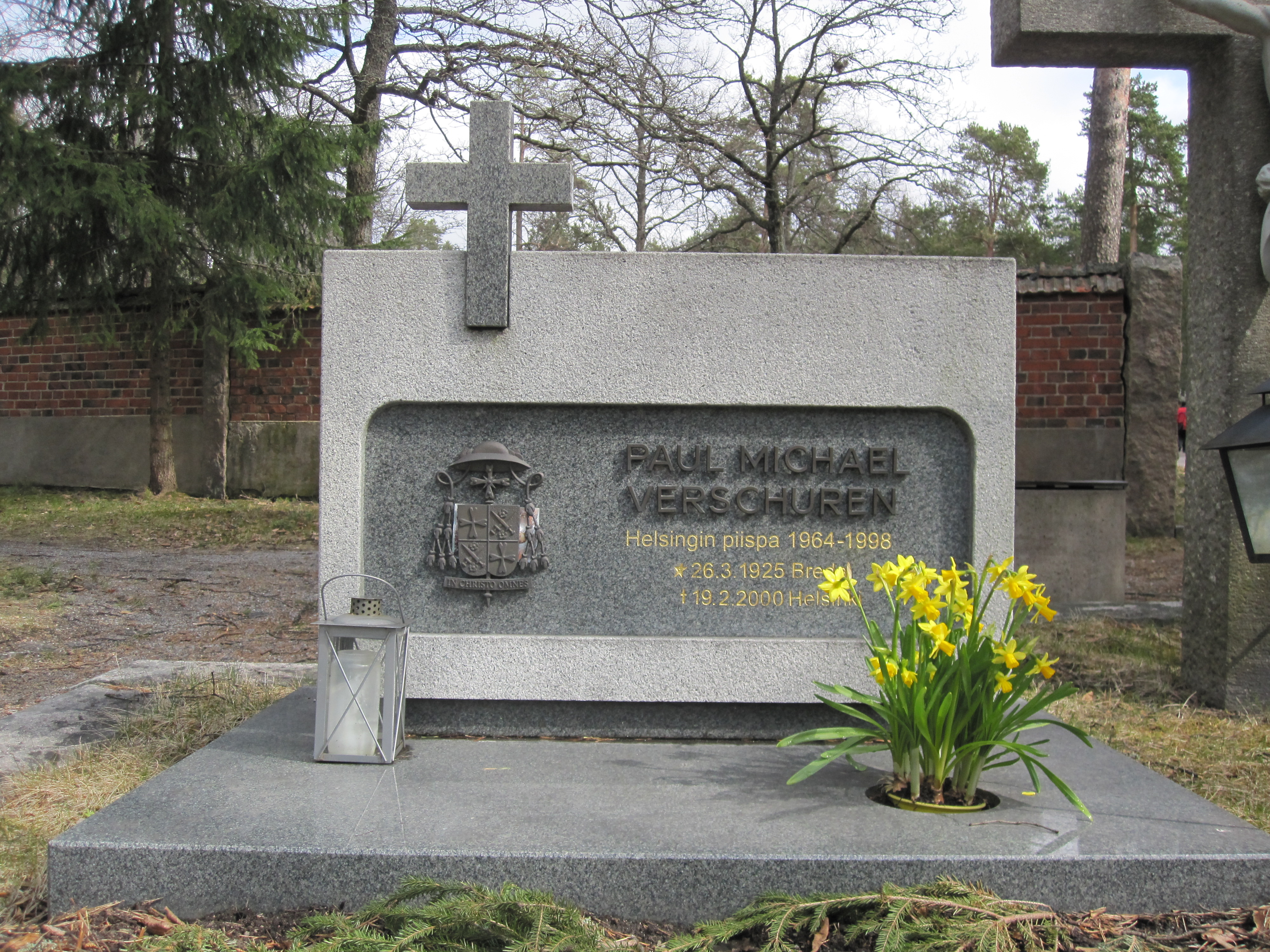
Могила епископа на католическом участке кладбища города Турку

Родился 26 марта 1925 года в Бреде, в Нидерландах.
После получения среднего образования в 1943 году вступил в монашескую конгрегацию Святейшего Сердца Иисуса. До 1951 года изучал теологию и философию. 19 марта 1950 года был рукоположён в священника. Продолжал обучение в Риме, получив научную степень доктора канонического права.
21 апреля 1964 года Римский папа Павел VI назначил Паула Версхюрена титулярным епископом Акве-Сиренси и вспомогательным епископом епархии Хельсинки. 16 августа 1964 года Паул Версхюрен был рукоположён в епископа.
Паул Версхюрен принимал участие во II Ватиканском Соборе.
29 июня 1967 года стал ординарием епархии Хельсинки. Был председателем Конференции Католических епископов Скандинавии. C 1967 по 1972 гг. был членом Конгрегации евангелизации народов.
Заболев лейкемией, обратился к Римскому папе Иоанну Павлу II с просьбой об отставке. 18 сентября 1998 года ушёл в отставку, после чего продолжал жить в Хельсинки.
Скончался 19 февраля 2000 года и был похоронен на католическом участке городского кладбища в Турку.